# 大東京音頭 (橋幸夫の曲)
『大東京音頭』（だいとうきょうおんど）は、1979年5月25日にビクター音楽産業より発売された橋幸夫の140枚目のシングル（SV-6588）で、橋と金沢明子とのデュエット曲。後に二人で民謡競演する同名のオリジナルアルバム『大東京音頭』（SJX-20160）が制作発売された。

## 概要
- 本楽曲は東京12チャンネル（現・テレビ東京）が開局15周年記念で企画したもの[2]で、詩は公募されたものである。三千人の応募作品の中から本作が選ばれ、作詞家の藤田まさとが補作し、遠藤実が作曲して楽曲に仕上げた。現在も「東京音頭」と同じく、都内の盆踊りでは必ず踊られる定番曲となっている。
- 各レコード会社からの競作となったが、橋幸夫と金沢明子のビクター版が大ヒットした[3]。このため遠藤実の作品リストには、本楽曲の歌手としては橋と金沢の名を記している[4]。作曲した遠藤実は橋の最初の恩師にあたる[5]。
- 橋自身も「これは売れましたね」と回想している[2]。このヒットで、橋と遠藤は共同して次作『街のコスモス』を制作している。
- 橋は初期の青春歌謡では吉永小百合、その後音頭ものでは三沢あけみとのデュエットで楽曲をリリースしてきたが、今回はじめての金沢明子とデュエット曲となった。その後金沢とは『昭和音頭』で共演している。
- 2011年6月1日にビクターエンタテインメントに販売を委託し日本伝統文化振興財団より発売された2代目鈴木正夫・江村貞一・藤みち子・三浦隆子のシングル「東京音頭」（VZCG-10536）のカップリング曲に橋幸夫と金沢明子の「大東京音頭」が収録された。
- c/wの『秩父路』は、前年遠藤実の作曲でリリースしたシングルからの再録である。

## 収録曲
1. 大東京音頭
作詞：滝田常晴 / 補作詞：藤田まさと / 作曲：遠藤実 / 編曲：前田俊明
2. 秩父路
作詞：野原正作 / 作曲：遠藤実 / 編曲：斉藤恒夫

## 収録アルバム
- 『街のコスモス』(1979年10月) SJX-20157
- 『大東京音頭』(1979年9月) SJX-20160
- 『橋幸夫ベスト～踊り唄～』（2008年11月19日）VICL-63156

## 共演
金沢明子